# Économie du Bénin
L'économie du Bénin appartient au groupe des pays les moins avancés, avec un PIB/hab. de 752 USD courants environ en 2012 (1 583 $ en parité de pouvoir d’achat, soit près de 45 % de plus que son voisin togolais). 
Pays membre de la zone franc, le Bénin représente un peu moins de 10 % du PIB de l’UEMOA.
En termes d’indice de développement humain (IDH), il se classe en 2021 au 166e rang sur 191 dans le rapport du Programme des Nations unies pour le développement. Le taux de pauvreté mesuré comme la part de la population vivant avec moins de 1,25$ par jour (soit 37,5 $ par mois) est de 47,3 % en 2012.
Le Bénin est classé 151e sur 185 du rapport « Doing business » 2014.

## Secteurs d'activité
La structure de l’économie béninoise est largement déterminée par sa position stratégique sur la côte ouest-africaine, à proximité du Nigéria : les opportunités de commerce formel ou informel avec le Nigéria et les opportunités de desserte des pays enclavés de l’hinterland n’ont guère incité à la diversification de l’économie béninoise, et fait du Bénin un « État-entrepôt», selon l’expression du géographe John Igue.
En septembre 2013, l’inflation a été ramenée à 3,2 % en variation moyenne (contre 6,2 % en 2012), soit légèrement au-dessus du critère de convergence UEMOA de 3 %.

### Secteur primaire

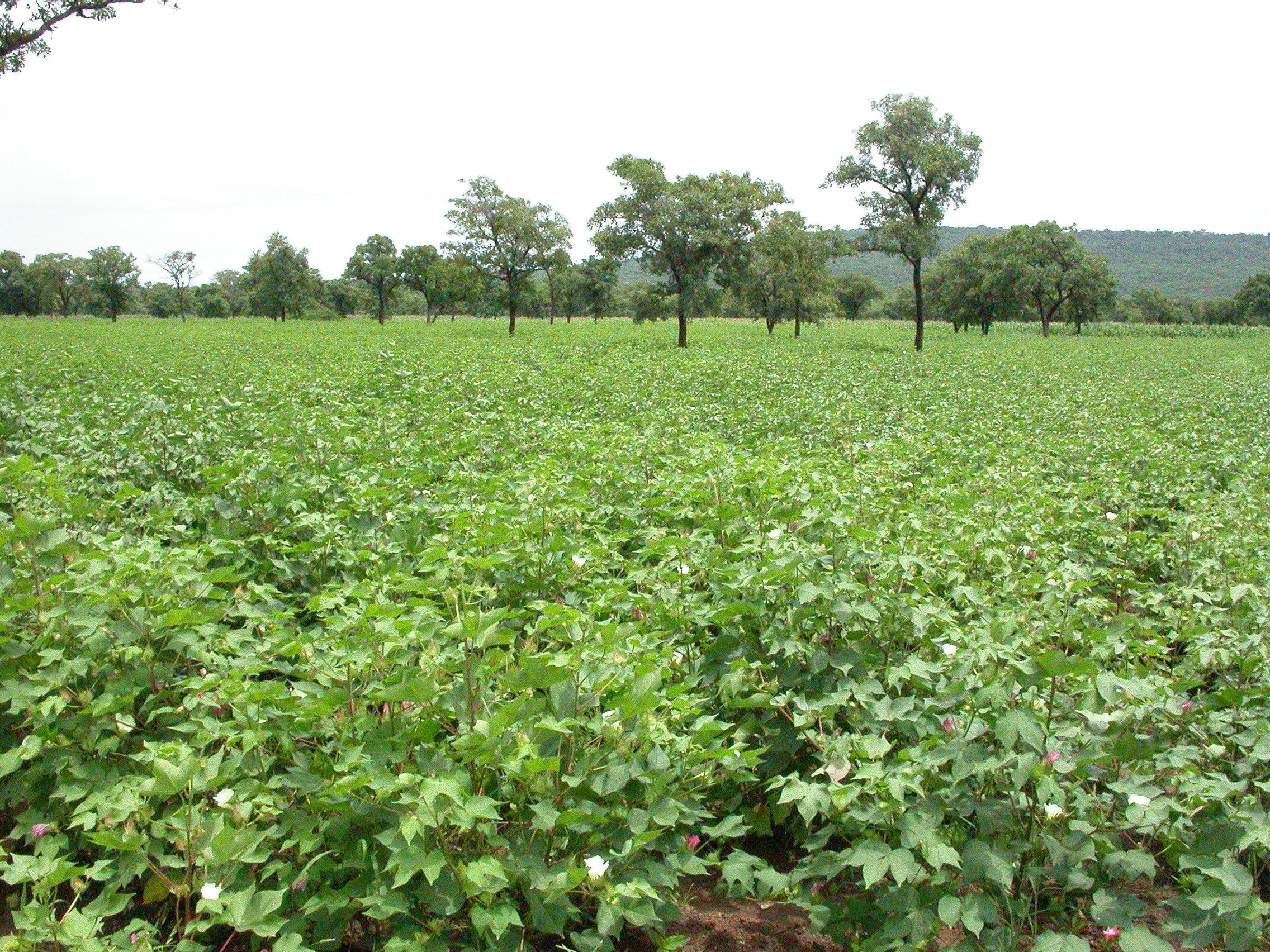
Champ de coton dans le nord du Bénin (2004).

Le secteur primaire représentait 32,2 % du PIB en 2011. Alors que le pays dispose d’un potentiel agricole considérable, 20 % seulement des terres arables sont exploitées. Les rendements agricoles présentent des marges considérables d’augmentation.
L'agriculture représente 37,1 % du PIB et emploie 70 % de la population.
Le coton en particulier représentait 38,7 % des recettes d'exportations en 2013 (en hausse de 41,8 % par rapport à 2012) malgré une forte régression due aux difficultés de gestion de la filière et à la baisse mondiale des cours. La culture de la noix de cajou s'est fortement développée entre 2010 et 2015, faisant du Bénin le cinquième producteur mondial, avec entre 120 000 et 180 000 tonnes de noix par an. La noix de cajou est aujourd'hui le deuxième produit agricole exporté après le coton, soit 7 % du PIB. L'arachide fait également partie des principaux produits exportés.
Les trois plus grosses productions agricoles du Bénin en 2011 (cultivées pour la subsistance locale) étaient le manioc (3 645 000 tonnes), l'igname (2 734 000 tonnes) et le maïs (1 165 000 tonnes). Le Bénin produit aussi du cacao, des haricots, du riz, des ananas et d'autres tubercules divers.

### Secteur secondaire
Le secteur secondaire représentait 13,4 % du PIB en 2011. Les principales industries sont la production de ciment et l’agro-alimentaire. Le BTP a également un poids élevé. Les industries manufacturières occupent une place très réduite.

### Secteur tertiaire

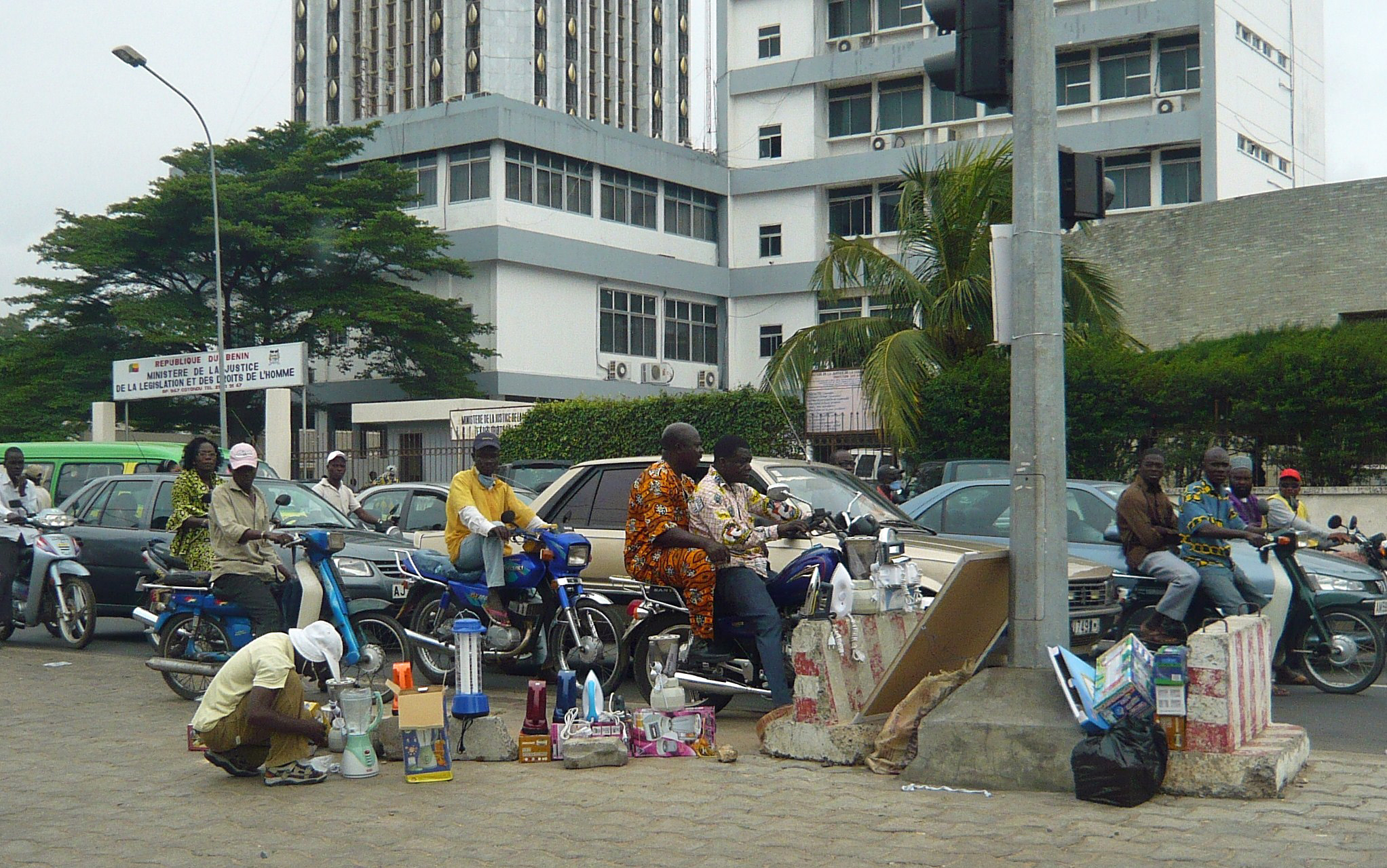
Économie informelle dans une rue de Cotonou

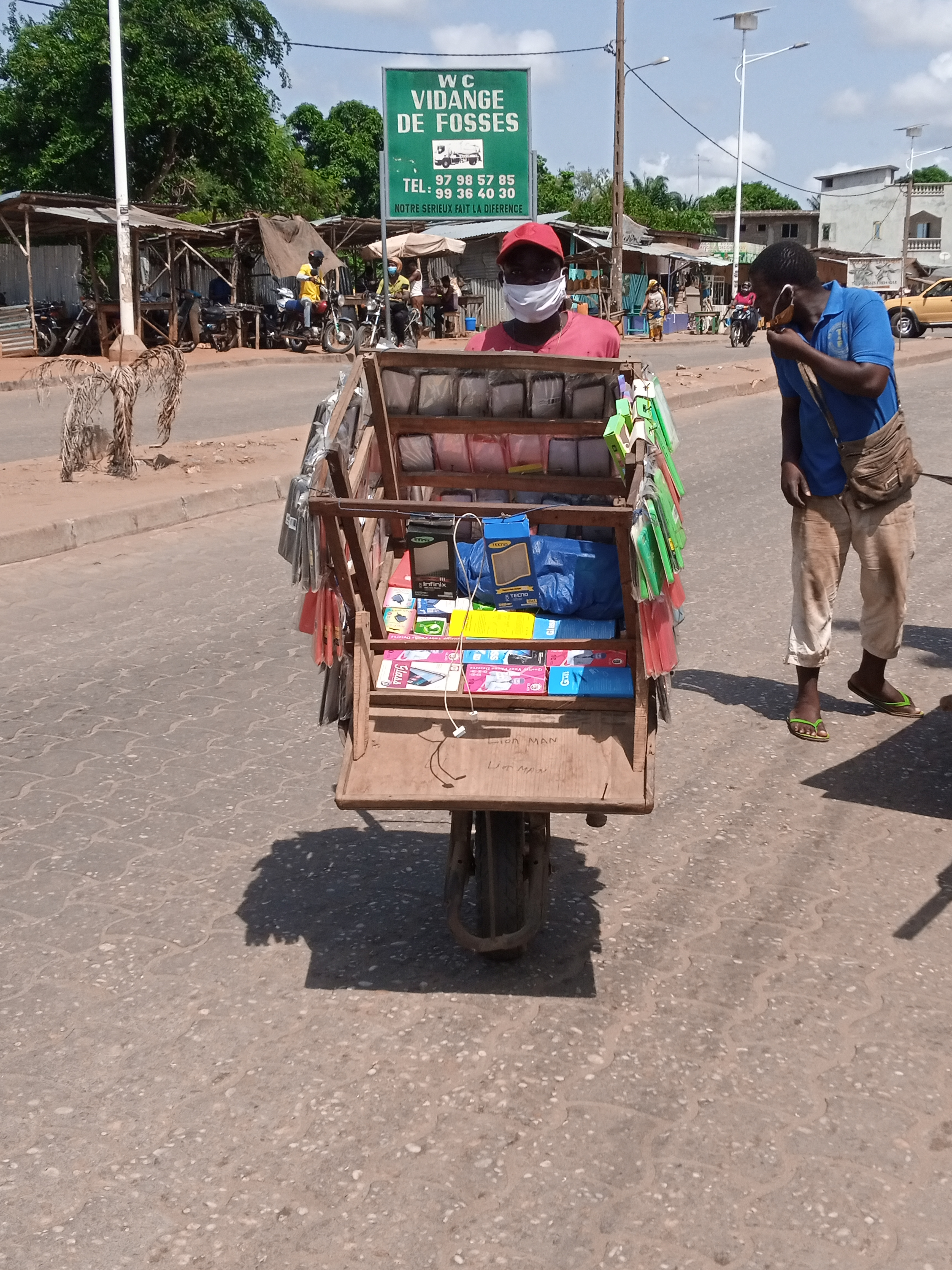
Un vendeur ambulant à Calavi au Bénin

Le secteur tertiaire, directement et indirectement lié à l’activité portuaire, est particulièrement important. Il représente officiellement 54,4 % du PIB 2011, mais surement plus en tenant compte du secteur informel. Il existe en effet une économie parallèle  de grande ampleur, centrée sur les réexportations, notamment à destination du Nigeria.
Le secteur des services s'est développé rapidement, stimulé par la libéralisation économique et la réforme fiscale. L'adhésion à la zone de franc CFA offre une certaine stabilité aussi bien que l'accès à l'appui économique français..

### Autres activités
Le Bénin a commencé à produire une quantité modeste de pétrole en mer en octobre 1982. Le pic de production a été de 8 000 barils par jour en 1986 mais la production a cessé en 2004. L'exploration de nouveaux emplacements continue dans les années 2010. En 2017, le Niger envisage d’exporter son pétrole (une production de 20 000 barils par jour à cette date) via un pipeline qui reliera ses bassins pétroliers et le port de Cotonou.
L'économie est aussi marquée par la production de textile. De nombreuses productions commerciales auparavant propriété de l'état ont été privatisées depuis 1991. Un brasseur français a acquis l'ancienne brasserie gérée par l'État. Un appel d'offres est également en cours pour Bénin Télécom. De plus petites entreprises privées sont possédées par des citoyens du Bénin, mais quelques sociétés sont d'origine étrangère, principalement française et libanaise. Les secteurs commerciaux et agricoles privés demeurent les principaux contributeurs à la croissance.
Le secteur du tourisme progresse au Bénin. Le pays accueillait 160 000 visiteurs au milieu des années 2000 à 267 000 en 2016.

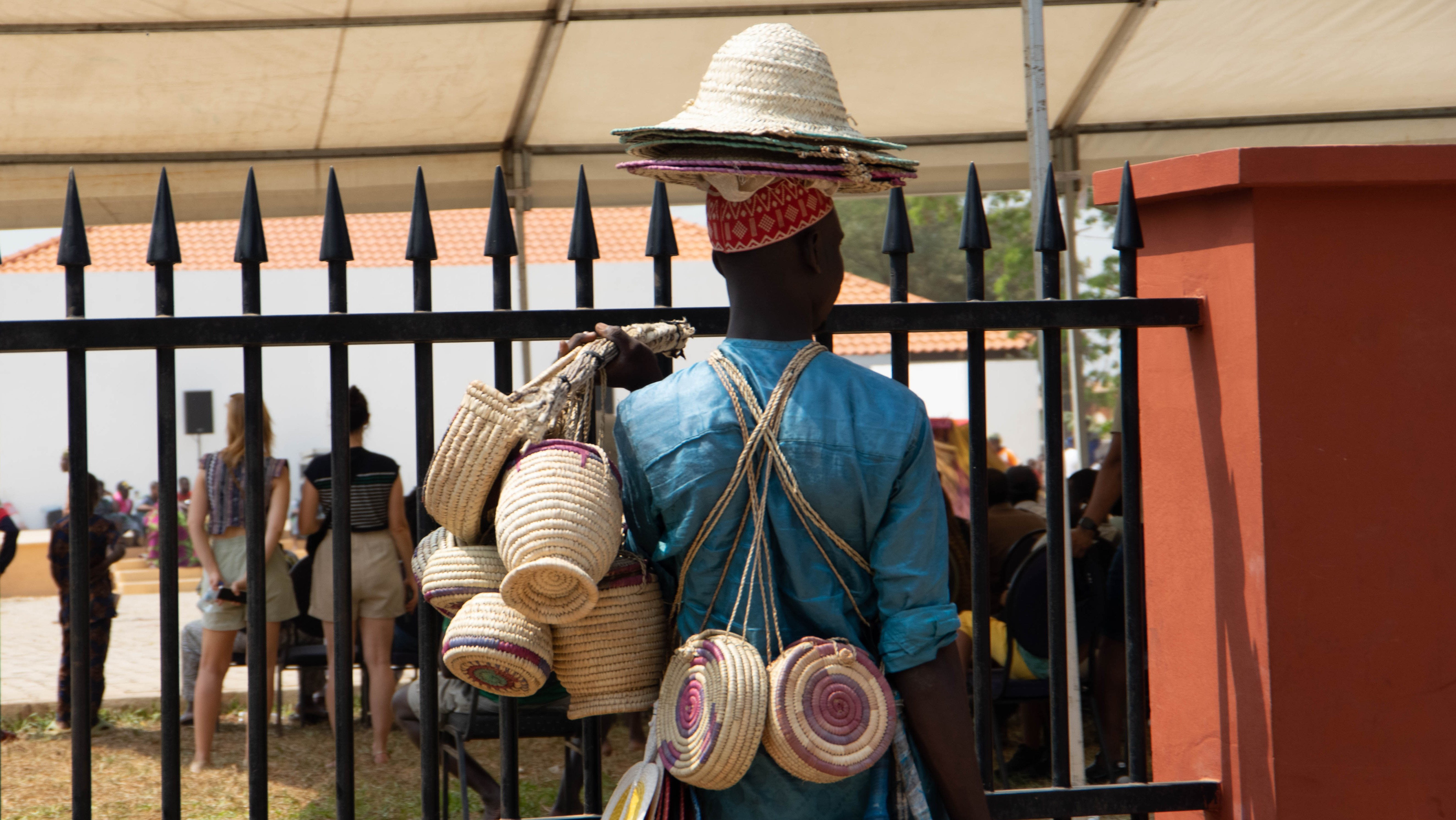
Un vendeur de souvenir à ouidah

## Développement économique

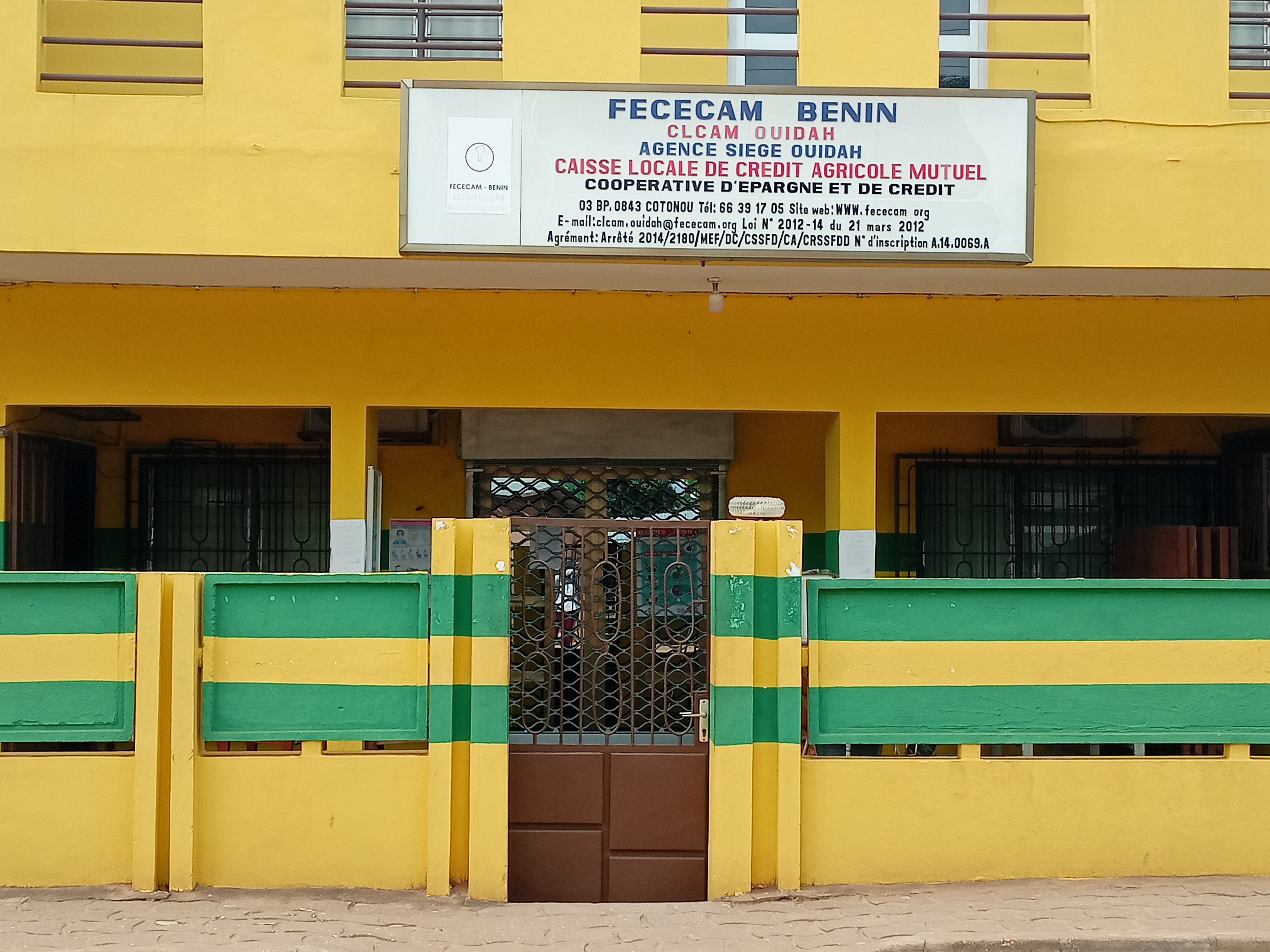
FECECAM de Ouidah

Le Bénin, très affecté par la crise économique mondiale, a vu son taux de croissance divisé par deux: de 5,0 % en 2008 à 2,7 % en 2009 et 2,6 % en 2010. Après ce ralentissement de la croissance sous l’effet en 2010 d’inondations et de l’écroulement d’une pyramide de Ponzi, le Bénin a connu une reprise modérée à 3,5 % en 2011 et 5,7 % en 2014.
En 2012, le revenu mensuel moyen par habitant au Bénin s’élevait à 63 $, soit 750 $ par habitant et par an.
Depuis la transition vers un gouvernement démocratique en 1990, le Bénin a subi un rétablissement économique.
Une grande injection d'investissement externe des sources privées et publiques a allégé les difficultés économiques du début des années 90 provoqués par une récession globale et un cours de matières premières constamment bas (bien que ce dernier continue à affecter l'économie). Le secteur de fabrication est confiné à une certaine industrie légère, qui est principalement impliquée en traitant les produits de base et la production des biens de consommation.
Le rapport de la Banque mondiale « Doing business 2016 », classe pour la deuxième fois le Bénin parmi les 10 pays les plus réformateurs du monde.
Le Bénin a notamment enregistré en 2015 trois réformes sur les indicateurs création d'entreprise, octroi de permis de construire et commerce transfrontalier.

## Grands projets

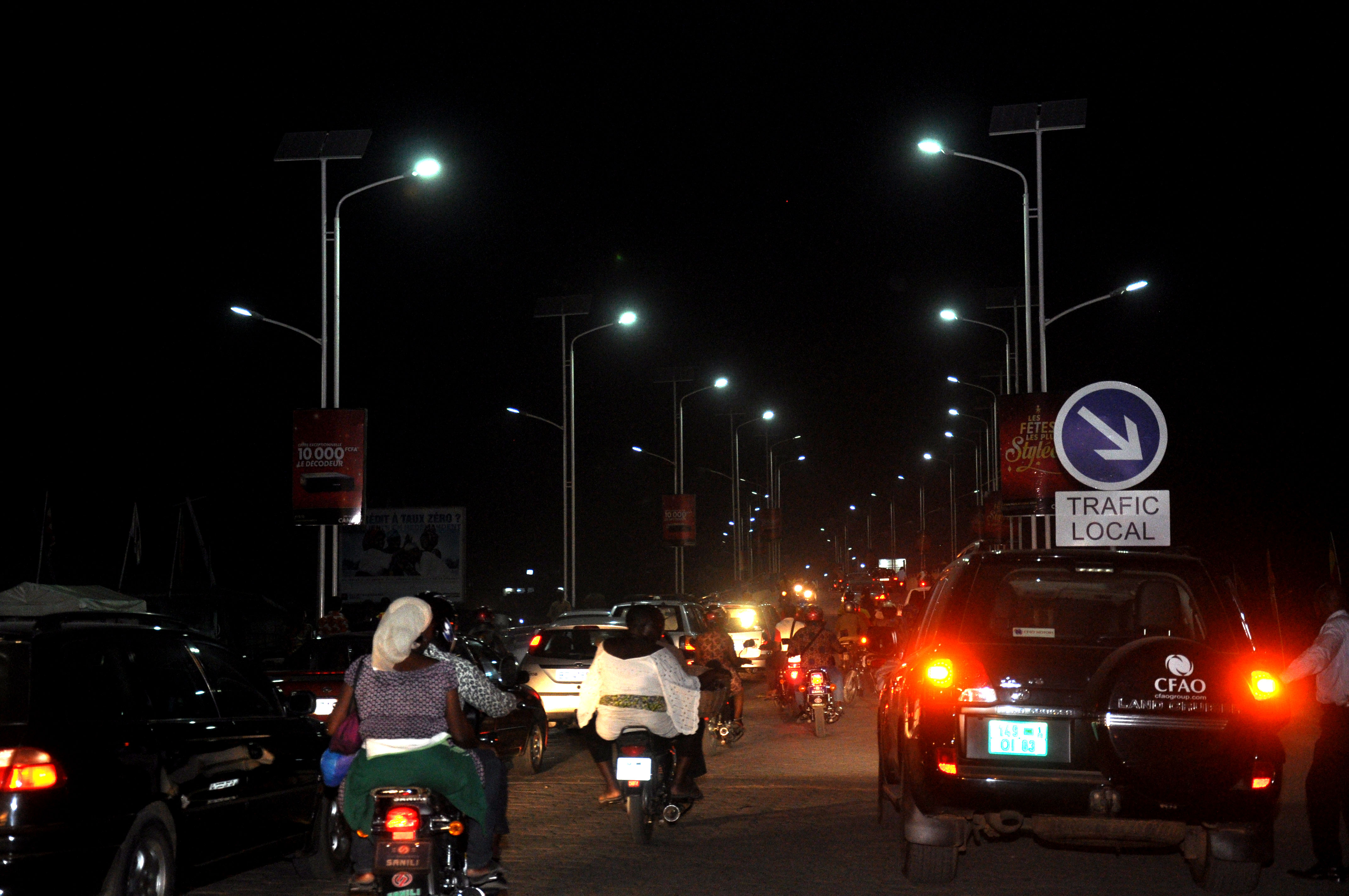
Éclairage public solaire à Cotonou.

Un projet hydroélectrique commun prévu avec le Togo voisin est prévu [Quand ?] pour réduire la dépendance du Bénin à l'égard de l'énergie importée du Ghana.

## Commerce extérieur

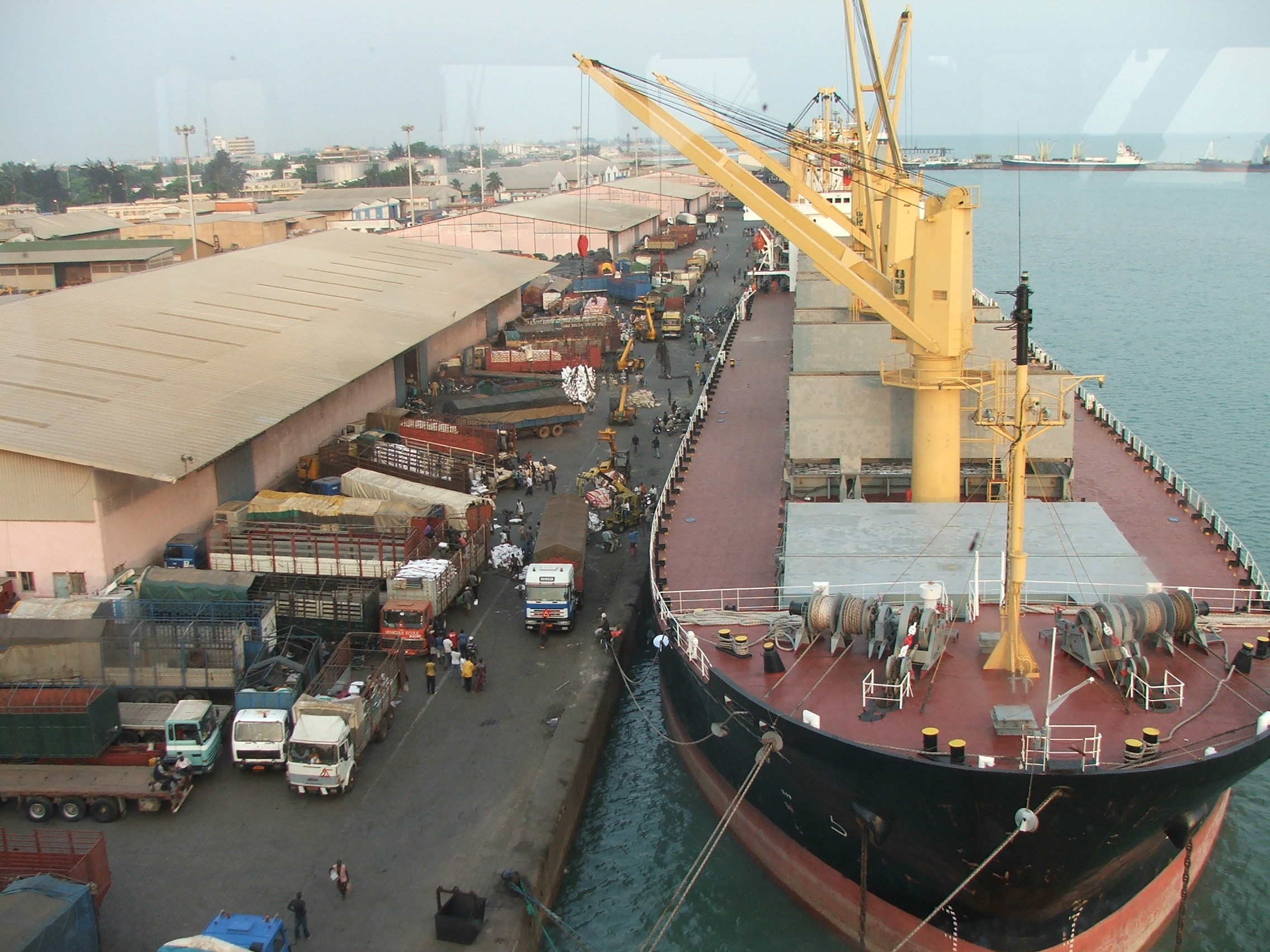
Cargo Handling Port of Cotonou Benin

84 % des exportations Béninoises sont issues de l'agriculture.
Les échanges commerciaux du Bénin ont fortement progressé en 2013, pour s’établir à 3,3 Mds€, soit une hausse de 48,7 %. Les exportations ont atteint 478 M€ (+30,5 %), contre 2,8 Mds€ (+52,4 %) pour les importations. En conséquence la balance commerciale du Bénin, déficitaire depuis plus d’une dizaine d’année, s’est creusée davantage en 2013 pour atteindre un nouveau solde record de -2,3 Mds€. La hausse des importations s’explique pour l’essentiel par l’évolution des importations de céréales (riz) réexportées vers le Nigéria, et par l’explosion des importations de matériel de navigation maritime, induites par les recherches pétrolières. La hausse des exportations résulte en premier lieu de celles du coton et de cajou. On observe une hausse des échanges avec les États-Unis, l’Asie, et la CEDEAO, et un ralentissement des échanges avec l’Union Européenne.
Le Bénin vend ses produits principalement en Asie (Chine, Inde, Malaisie, Indonésie, Vietnam) et, en plus petite quantité, en France et aux Pays-Bas. Les États-Unis (29 % en 2013 grâce au matériel pétrolier), la France et l'Inde (9 % et 8,9 %) sont les principales sources du Bénin pour ses importations. Le Bénin est également un membre de la communauté économique africaine occidentale CEAO.

## Aide internationale
En avril 2022, le FMI et le gouvernement du Bénin signent un accord pour un plan d'aides d'un montant de 658,4 millions de dollars étalés sur trois ans et demi. Cet accord intervient alors que l'économie du Bénin souffre des répercussions de la guerre en Ukraine.